# 桑叶悬钩子
桑叶悬钩子（学名：Rubus kawakamii）为蔷薇科悬钩子属的植物，为台灣特有植物。分布在台湾海拔2,500米的地区，目前尚未由人工引种栽培。